# تکنولوژی طراحی
فناوری طراحی یا DT، مطالعه، طراحی، توسعه، کاربرد، پیاده‌سازی، پشتیبانی و مدیریت فناوری‌های مبتنی بر رایانه و غیر رایانه به منظور بیان هدف طراحی و ساخت محصول است. فناوری طراحی را می‌توان برای مشکلاتی که در ساخت، بهره‌برداری و نگهداری یک محصول وجود دارد به کار برد.
در بعضی مواقع بین DT و فناوری اطلاعات تقاطع وجود دارد، در حالی که فناوری اطلاعات عمدتاً بر زیرساخت‌های شبکه، سخت‌افزار و نرم‌افزار مورد نیاز و پیاده‌سازی متمرکز است، DT به‌طور خاص بر پشتیبانی، حفظ و آموزش برنامه‌ها و ابزارهای طراحی و مهندسی و همکاری نزدیک با فناوری اطلاعات، برای ایجاد زیرساخت‌های لازم، برای موثرترین استفاده از این برنامه‌ها و ابزارها متمرکز است.  
در صنعت طراحی ساختمان، ساخت و نگهداری (همچنین به عنوان AEC / O / FM شناخته می‌شود)، محصول، ساختمان است و نقش DT، استفاده مؤثر از فناوری‌ها در تمام مراحل و جنبه‌های فرایند ساخت است. فرایندهای DT از مدل‌سازی اطلاعات ساختمان (BIM) برای سرعت بخشیدن به ساخت، طراحی و مدیریت امکانات با استفاده از فناوری استفاده می‌کند. بنابراین اگرچه DT شامل BIM و تحویل یکپارچه پروژه IPD است، اما در دستورالعمل و دامنه آن، بسیار چشمگیر است و به همین ترتیب به‌دنبال راه‌هایی برای استفاده از CAD , Virtual Design & Construction , VDC و همچنین داده‌ها و سیستم‌های تاریخی و قدیمی است. .
DT قابل اجرا برای طراحی صنعتی، کالا، تولید و فرایندهای ساخت آن است.
در برخی از کشورها دوره‌های رسمی تحصیل وجود دارد که به عنوان طراحی و فناوری شناخته می‌شوند و در زمینه‌های خاصی تمرکز دارند. در این حالت، اگر به عنوان مثال یکی از فناوری‌های مربوط به منسوجات را بگیرد و محصول را در تعریف فوق جایگزین منسوجات کند، تعریف فوق همچنان معتبر است.